# Mallegat (Rotterdam)

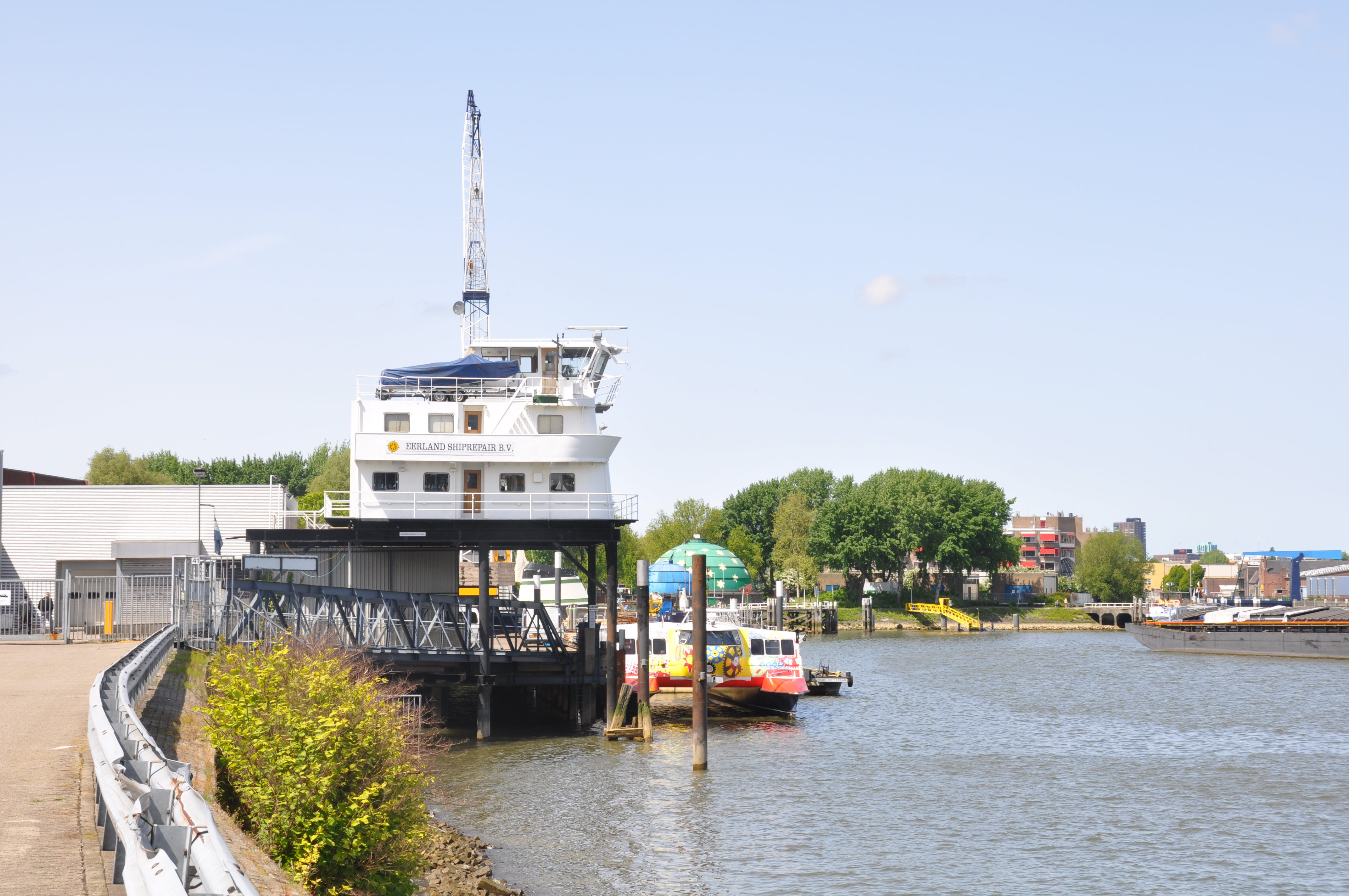
2010: Het Mallegat in noordelijke richting. Aan de terminal ligt de waterbus Rotterdam-Drechtsteden

Het Mallegat in Rotterdam is een korte verbreding aan de zuidkant van de Nieuwe Maas, een restant van een waterloop die polderwater spuide op de Maas. De naam is overgegaan op het iets noordelijkere terrein met de gasfabriek, die de verbreding gebruikte als loshaven voor de kolenschepen. Op het fabrieksterrein is het Mallegatpark aangelegd.
De omgeving was al in de 11e eeuw ingepolderd en werd na een overstroming in de 14e eeuw opnieuw drooggelegd in de 15e eeuw. Het Mallegat was de uitstroom van de boezemwateren waarlangs de polders afwaterden op de Maas. Tot na 1870 was het gebied grotendeels agrarisch, daarna is het binnen enkele jaren grootschalig heringericht en werd het getekend door infrastructuur, zoals de spoorweg naar Antwerpen, de Spoorweghaven en de gasfabriek. Daartussen ontstond een arme volkswijk.

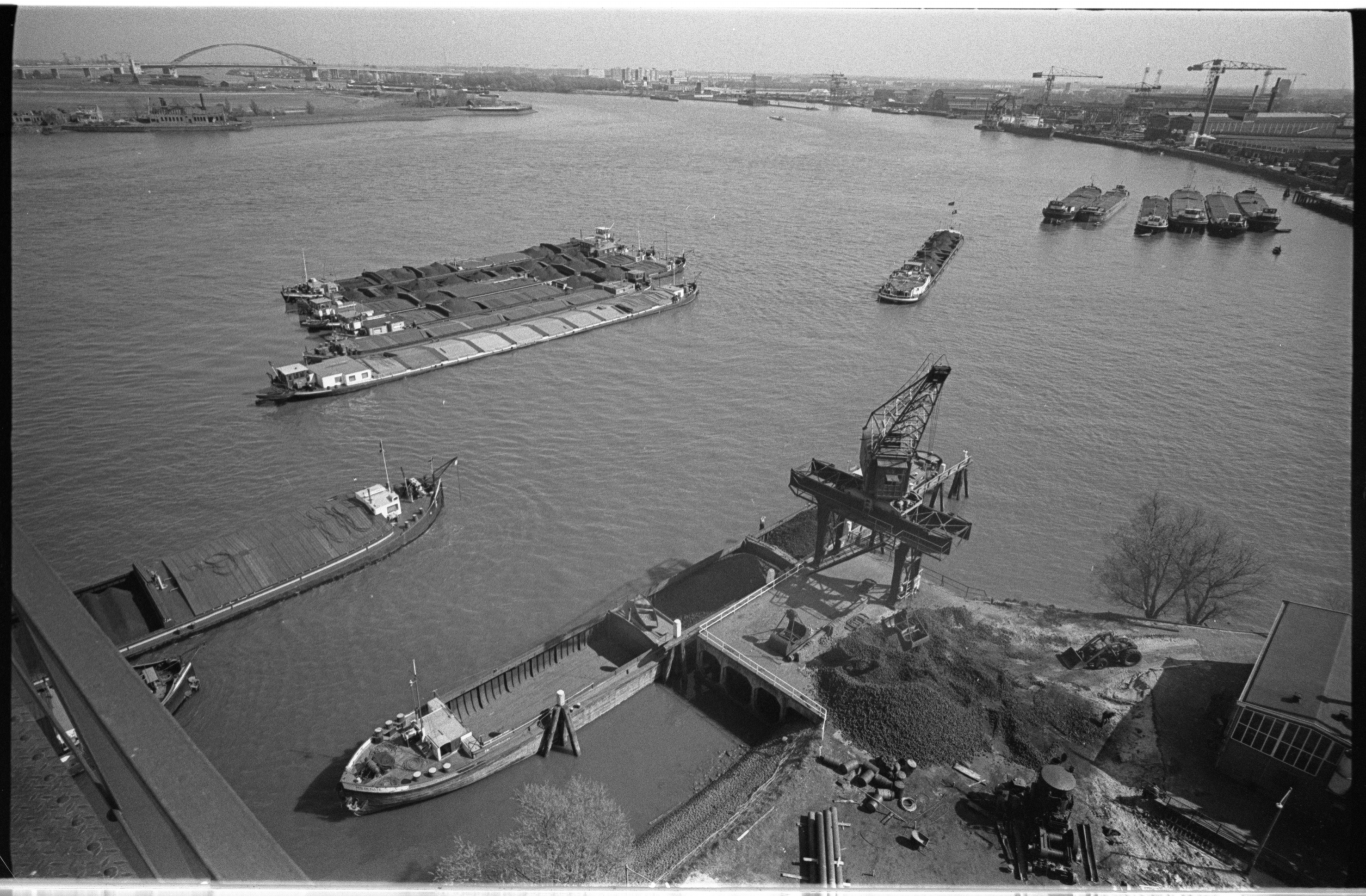
Rechts het Mallegat, gefotografeerd vanaf de hoogste gashouder, op 19 april 1968, de dag dat de gasfabriek sloot. De boten worden vermoedelijk geladen met cokes, een restproduct van het kolengas. Links, in zuid-zuidwestelijke richting de Nieuwe Maas met de Van Brienenoordbrug op de achtergrond.

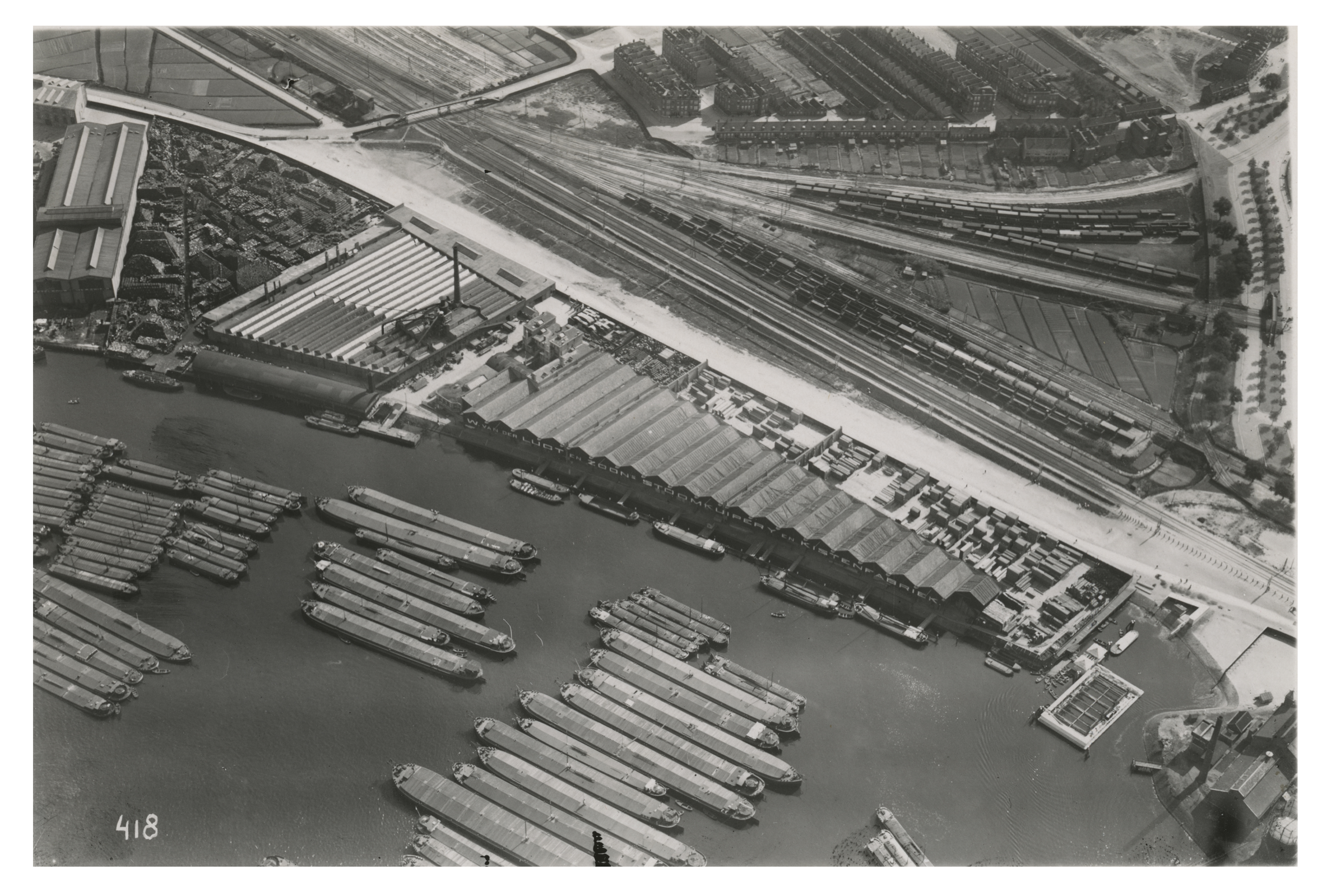
1922: Mallegat vanuit het noorden, met sleepkasten bij W. van der Lugt & zonen Stoomkuiperij en Kistenfabriek, later Emba. Op de achtergrond het spooremplacement van Feijenoord. Rechtsonder het drijvend zwembad.

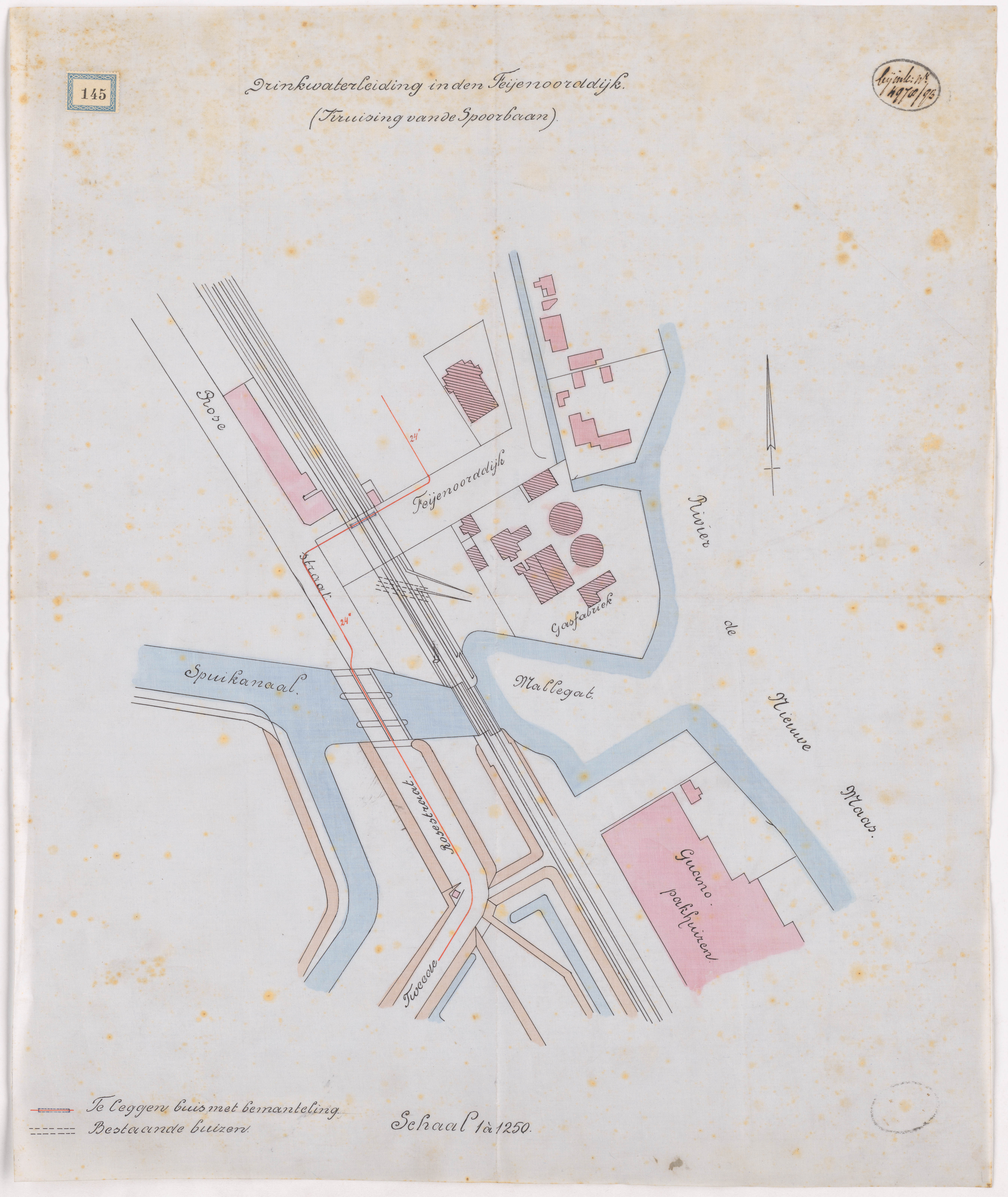
Kaart voor de aanleg van een waterleiding, 1893. Het Mallegat is nog een echte inham, die in verbinding staat met het Spuikanaal. De Persoonshaven is nog niet gegraven. De ronde gashouders van de gasfabriek zijn herkenbaar.

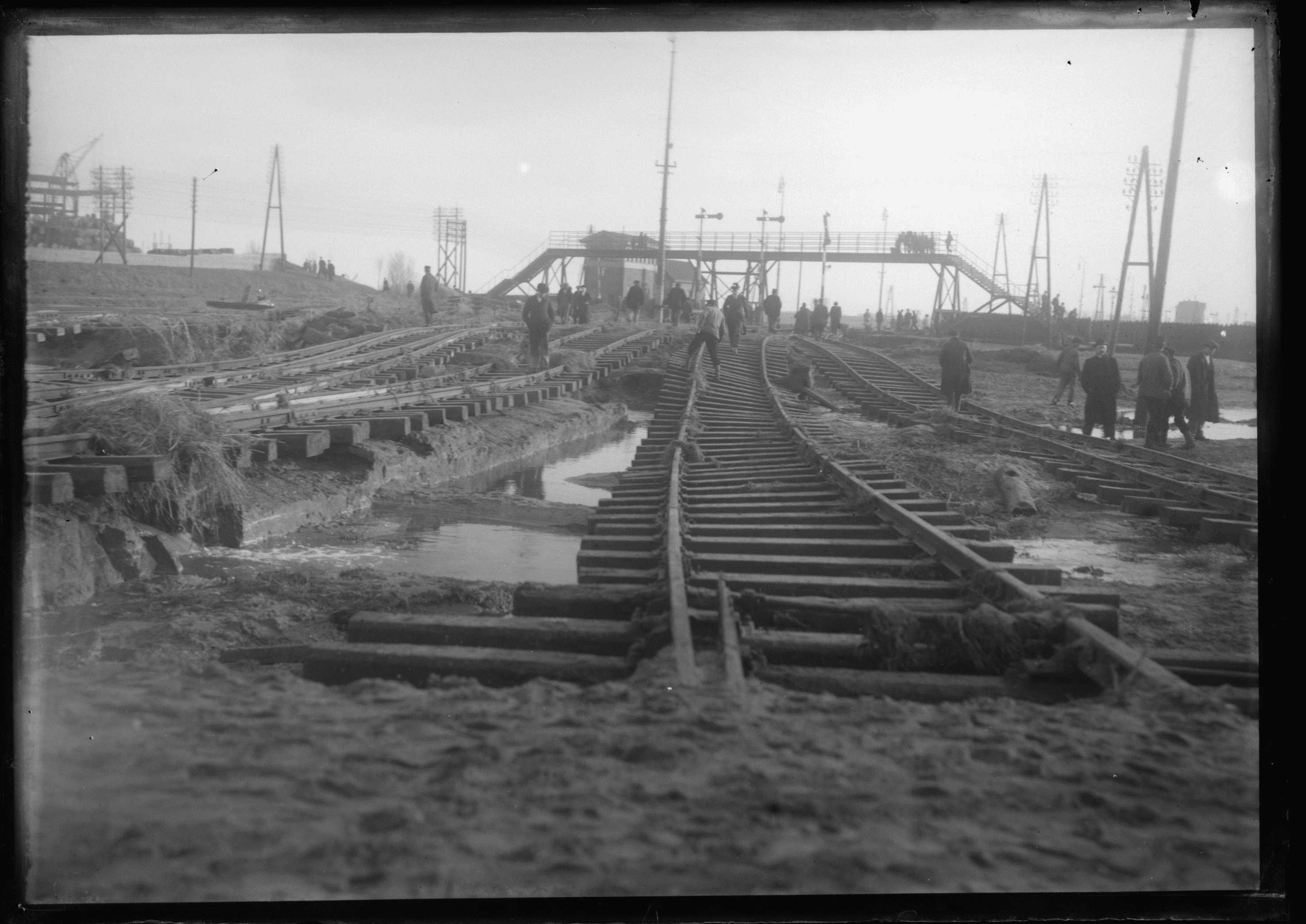
Het deels weggespoelde rangeerterrein na de stormvloed van 1916

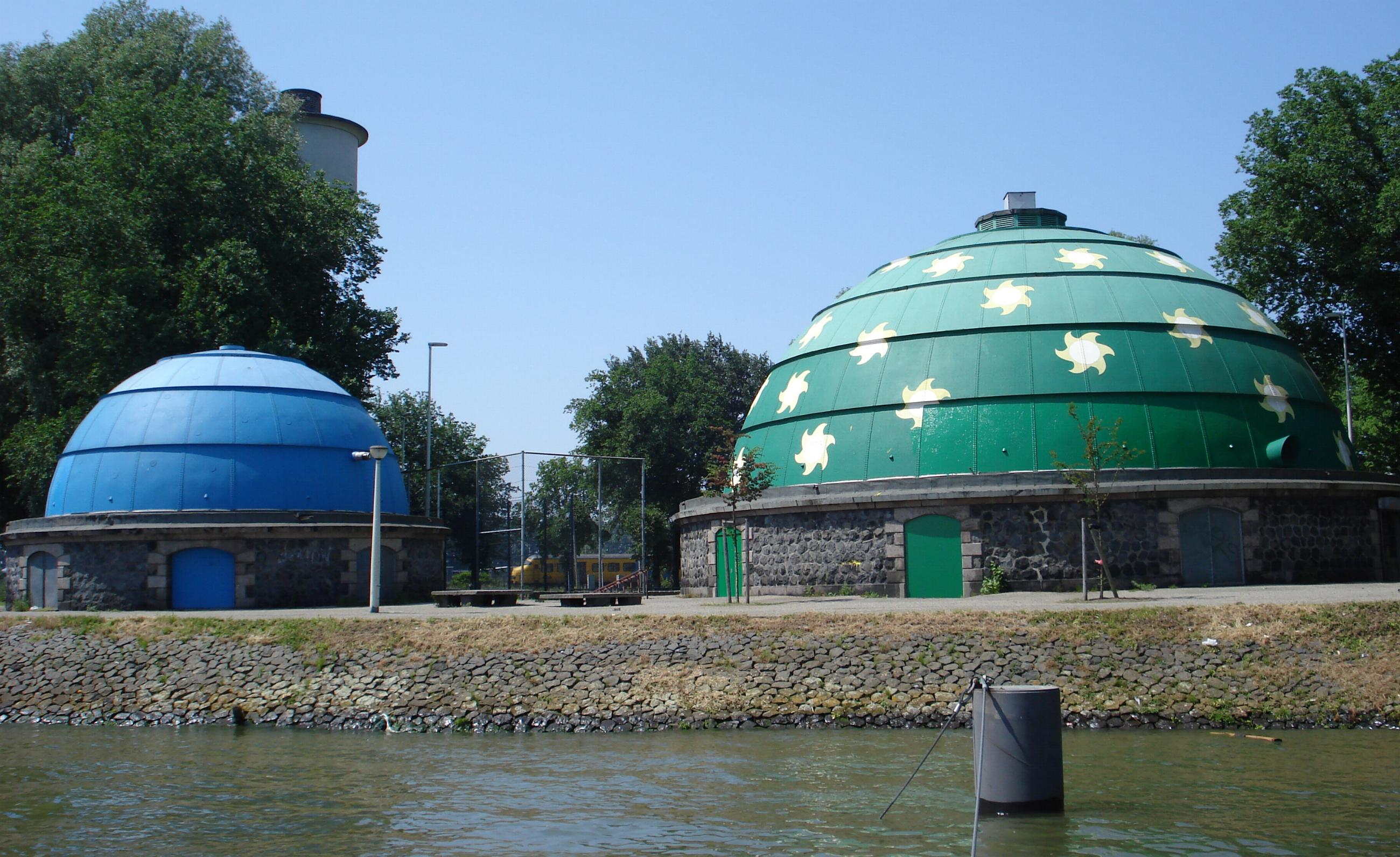
Gashouders van de gasfabriek, gebruikt voor wijkactiviteiten

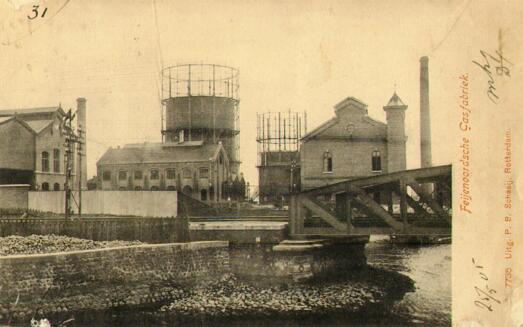
De gasfabriek met de spoorbrug over Mallegat en Spuikanaal omstreeks 1900

Het Mallegat is in de loop van de eeuwen voortdurend aangepast. Tot in de twintigste eeuw mondden in het Mallegat enkele boezemwateren uit, maar na demping van de uitloop resteerde alleen de verbreding in de Nieuwe Maas. Midden twintigste eeuw lag hier een drijvend zwembad dat in Rotterdam bekendheid had.
In de 21e eeuw zijn her en der nog resten van het industriële verleden te zien, maar is een gebied overgebleven met een woonfunctie en voorzieningen voor sport en ontspanning.

## Benaming
Verschillende binnenwateren in Nederland dragen of droegen de naam Mallegat, zie Mallegat (toponiem). Het is een ongunstige naam, die volgens de gemeente Rotterdam duidt op lastig vaarwater, bijvoorbeeld door onbetrouwbare wind of stroming.

## Waterbeheer

### Inpoldering
De omgeving van het huidige Mallegat stond bekend als de Hillen, een gorzengebied met bewoonde terpen, die rond Rotterdam hillen genoemd worden. Uit de gorzen ontstond na inpoldering in de 11e eeuw een aaneengesloten poldergebied op het eiland IJsselmonde. In het rampzalige hoogwaterseizoen 1373–1374 viel er in grote delen van West-Europa veel regen en toen in de bovenloop van de rivieren ook nog sneeuw en ijs begonnen te smelten bereikten de waterstanden ongekende hoogten en werden waterwerken vernield. Ook de Maas overstroomde en er ontstond een zoutwatergetijdengebied.
In de 16e eeuw werd het gebied opnieuw bedijkt en nu werden de boerderijen langs de dijken gebouwd. Een belangrijke as werd gevormd toen in 1529 in het westen de Hillepolder aangelegd werd en in 1566 aan de oostkant de Varkenoordsche polder. Deze naam is bekend van Sportcomplex Varkenoord. Tussen de polders liep een boezem met erlangs de Groene dijk, de huidige Groene Hilledijk en Beijerlandselaan Varkenoord werd later in tweeën gedeeld door een tweede boezem, het Spuikanaal en beide boezems liepen naar hetzelfde punt in de Maas, waar ook het Zwanengat afwaterde. Deze gezamenlijke uitmonding kreeg de naam Mallegat en hier ontstond in de 18e en 19e eeuw de buurtschap Hillesluis.

### Latere ontwikkelingen
Bij de stormvloed van 13 januari 1916 brak de dijk die tussen de spoorlijn over het Spuikanaal en de 2e Rosestraat lag, waardoor het laaggelegen woongebied bij het Mallegat samen met de West-Varkenoordsche polder overstroomde. Daarbij kwamen twee kinderen om het leven en verzakte het spoor naar Dordrecht inclusief rangeerterrein over een lengte van vijftig meter.
Het Maaswater had ongekend hoog gestaan, de peilschaal gaf een hoogte van 3,88 meter aan, terwijl eerdere vloeden tot 3,74 en 3,63 waren gekomen. Langs de Nederlandse kust was windkracht 11 gerapporteerd, maar het getij was eerder gunstig, een combinatie van eb en doodtij. Ook was de storm vrij plotseling opgestoken, zodat het zeewater niet sterk opgestuwd was. Het extreme hoogwater in de Maas, dat ook stroomopwaarts problemen had gegeven, wekte dan ook schrik en verbazing, en binnen enkele maanden werd de Staatscommissie in zake buitengewoon hooge waterstanden op den Rotterdamschen Waterweg onder leiding van Van de Sande Bakhuyzen ingesteld. Oorzaken waren een hoge rivierafvoer, de geometrie van de waterwegen en een combinatie van bijzondere omstandigheden, waar men zich niet met kortetermijnmaatregelen tegen kon wapenen.
Dat was problematisch, want de omstandigheden waren niet eens extreem ongunstig geweest. In 1920 werd het Mallegat deels gedicht, maar nog na de Tweede Wereldoorlog was het Mallegat een inham van enkele tientallen meters lang die een zwak punt in de waterkering van de Nieuwe Maas vormde. De inham is in 1966 gedempt, maar eerst werd een 740 meter lange zinker onder de Nieuwe Maas door naar de Nesserdijk gelegd. Deze zinker was een schakel in de ruwwaterleiding tussen de Berenplaat en de Honingerdijk voor Drinkwaterleiding Rotterdam, het latere Evides.

## Herinrichting
In de jaren 1870 is het gebied onherkenbaar heringericht. In 1872 was het nog grotendeels agrarisch en buiten Hillesluis was er voornamelijk lintbebouwing. Toen begon echter de uitvoering van een grootschalig plan, in samenwerking tussen de gemeente, het rijk en de Rotterdamsche Handelsvereeniging (RHV), die volledig gedomineerd werd door de controversiële zakenman en wethouder Pincoffs. Slechts tien jaar later was Antwerpen bereikbaar via Staatslijn I, lag de Spoorweghaven op de plaats van het Zwanengat en was de gasfabriek in vol bedrijf. Van 1872 tot de voltooiing van de spoorbrug in 1877 hield de Staatslijn hier op en was halte Mallegat een kopstation, waar reizigers moesten uitstappen om de Nieuwe Maas over te kunnen. Toen de brug klaar was werd de functie van de halte overgenomen door station Rotterdam Zuid. 
Pincoffs paste het gemeentelijke uitbreidingsplan naar eigen inzicht aan, zodat in de bocht van de Nieuwe Maas ten noorden van het Mallegat een afgeschermd handelsterrein ontstond met alle logistieke voorzieningen: niet alleen het spoor en de haven, maar ook loswallen, loodsen, entrepots en een tramlijn van de RTM. Door de ommuring, in Rotterdam bekend als de Chinese Muur, ontstond daar een fiscale vrijhaven waar goederen in- en uitgeklaard konden worden.
Vanaf 1905 werden rond het Mallegat de dichtbebouwde volkswijken Bloemhof en Hillesluis aangelegd. Rond 1930 was het gebied helemaal volgezet met woningen, maar op een kaart uit 1925 is Hillesluis nog agrarisch. Langs de Groene dijk is geen water meer te zien en de Spoorweghaven heeft via het Zwanengat een smalle verbinding met het Mallegat. De gasfabriek heeft op die kaart een aanlegplaats aan de Nieuwe Maas. Deze werd gebruikt als laad- en loshaven. 

### Gasfabriek

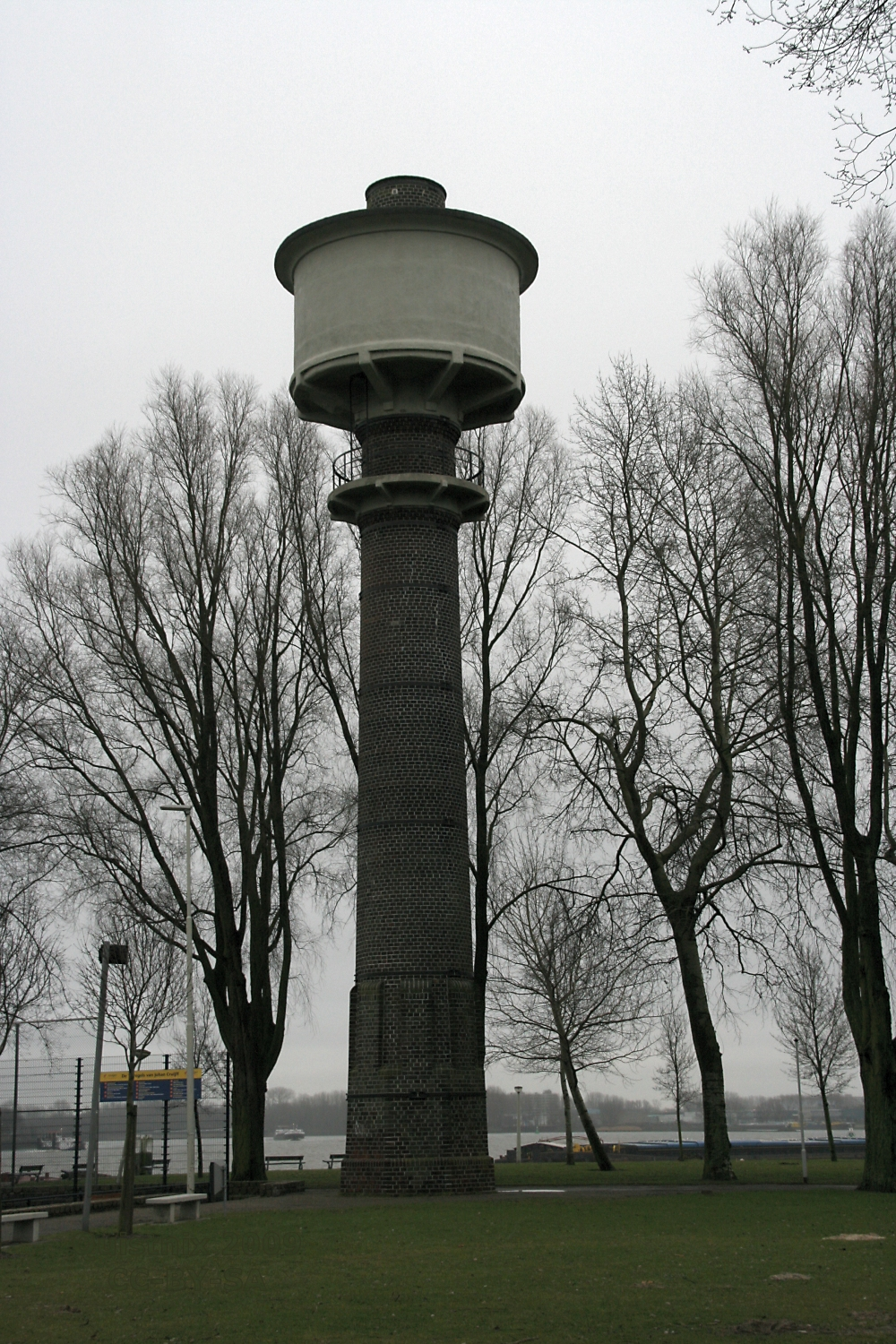
Watertoren in 2009. Linksachter ligt een Johan Cruyff Court en op de achtergrond de Nieuwe Maas met het noordelijkste puntje van het Mallegat.

In Rotterdam hebben elf gasfabrieken gestaan en de eerste van de gemeente zelf stond aan het Mallegat en aan de Persoonshaven: de Gasfabriek Feijenoord of Gasfabriek Hillesluis/Mallegat, gebouwd in 1879. Vanwege de komst van het aardgas produceerde deze zijn laatste kolengas op 19 april 1968, waarna het gemeentelijk energiebedrijf de fabriek liet slopen. Slechts enkele onderdelen bleven bewaard, waaronder gashouders en de schoorsteen-watertoren, nu een Rotterdams gemeentelijk monument. Twee van de gashouders werden omgebouwd tot wijkcentrum. Later hebben ze andere bestemmingen gehad en anno 2022 zocht de gemeente met 'vertegenwoordigers van ‘street culture’ en wijkvertegenwoordigers Feyenoord' en anderen naar passend gebruik.
Op het terrein werd het Mallegatpark aangelegd, dat vooral gebruikt werd als kinderspeelplaats. Zoals bij veel gasfabrieken was de bodem vervuild, onder andere met ijzercyanide. Begin 1983 werd gerapporteerd dat de bodem vervuild was met cyaniden, fenolen, olie en zink. Eind 1983 moest het park afgesloten worden wegens gasvorming in de bodem en in 1984 is deze deels afgegraven. Van 2013 tot 2015 is er een bodemsanering uitgevoerd. Tot aan 2020 is er volgens de gemeente 65.000 m³ aan grondwater en 53.000 ton aan grond en funderingsresten gezuiverd in het park.

## Zwembad
Het Mallegat was bekend omdat hier een van de drijvende zwembaden van Rotterdam lag. Het Mallegatbad – dat soms verward wordt met het nabije en vergelijkbare zwembad aan de Maaskade – werd in 1922 geopend en was mede bedoeld voor de bewoners van Feijenoord. De drie bassins hadden samen een oppervlak van 650 m². Er werd eigenlijk in de rivier gezwommen, onoverdekt maar wel afgeschermd door een houten opbouw rondom. Er waren 131 kleedkamers en het bad werd gebruikt voor schoolzwemmen, onder andere door de Nicolaas Witsenschool, een lagere technische school voor de scheepsbouw in de Oranjeboomstraat.
In 1955 was het besef al doorgedrongen zwemmen hier niet meer verantwoord was vanwege de watervervuiling. De versleten accommodatie werd in 1961 gesloten. Een jaar later werd zwemmen in Rotterdams open water geheel verboden omdat het besmet was met paratyfus. Het bad werd aan de gemeente Wolphaartsdijk verkocht en naar Oud-Sabbinge aan het Veerse Meer gesleept. Daar is het nog een aantal jaren gebruikt als Zwembad Het Fort, naast zeilschool De Viking.

## Diversen
- In 1983 en 1984 heeft in het Mallegat de erosboot 't Malle Gat gelegen. Na bewonersprotesten werd elders een gedoogzone voor prostitutie in Rotterdam gevonden.
- Het Mallegat kwam landelijk in het nieuws door de moord op het Maasmeisje. Haar been werd op een juni-avond in 2006 in een sporttas tegen de glooiing gevonden.